# Distrito de Ticllos
El distrito de Ticllos es uno de los quince distritos de la provincia de Bolognesi, ubicado en el departamento de Áncash, Perú.

## Historia
El distrito fue creado el 22 de octubre de 1907 mediante Ley N.º 581, en el gobierno del Presidente José Pardo y Barreda.

### Creación Política. Ley N.º 581
EL PRESIDENTE DE LA REPUBLICA
Por cuanto: el Congreso ha dado la ley siguiente: El Congreso de la República Peruana. Ha dado la la ley siguiente:
Art. único.- Divídase en dos Distritos de Ticllos, de la Provincia de Bolognesi, del Departamento de Ancash; el primero que conservará el nombre de Ticllos, se compondrá de los Pueblos de Roca, Llaclla, Corpanqui y Ticllos, que será su capital; y el segundo que se denominará Cajamarquilla, se formará del Pueblo de este nombre, como capital, de los de Canis y Raján y del caserío de carhuajara, el cual queda elevado a la categoría de pueblo.
Comuníquese al Poder Ejecutivo para que disponga lo necesario a su cumplimiento.
Dada en la sala de sesiones del Congreso, en Lima, a los 22 días del mes de octubre de 1907.
M.C. Barios, Presidente del Senado.-Juan Pardo, Diputado Presidente.-Víctor Castro Iglesias, Senador Secretario.-Mario Sosa, Diputado Secretario.
Al Excmo. Sr. Presidente de la República.
Por tanto: mando se imprima, publique, circule y se le de el debido cumplimiento.
Dado en la casa de Gobierno, en Lima, a los 23 días del mes de octubre de 1907.

JOSE PARDO.-

## Geografía
Tiene una superficie de 89,41 km² y una población estimada mayor a 800 habitantes. Su capital es el centro poblado de Ticllos

## Autoridades

### Municipales
- 2015 - 2018[1]
  - Alcalde: Eduardo Paulino Allauca, del Partido democrático Somos Perú.
- 2011 - 2014
  - Alcalde: Dimas Rojas Ayala, Movimiento Independiente Nueva Esperanza Regional Ancashina Nueva Era (MINERANE).

### Religiosas
- Parroquia San Francisco de Asís de Chiquián[2]
  - Párroco:  Pbro. Roger Toro Gamarra.

## Festividades
- San Pedro.
- Virgen del Rosario.

## Vías de comunicación
Barranca-ruta a Huaraz-Conococha-Corpanqui.